# Zločin
Zločin je podle obecné definice vědomé a dobrovolné spáchání činu považovaného za společensky nebezpečný a zakázaného nějakým pravidlem stanoveným oprávněnou autoritou. Legální autorita za jeho spáchání může uložit trest. Často ovšem to, co je vážným zločinem v jedné společnosti, jím není ve společnosti druhé. Pro tuto první společnost ovšem platí, že takový zásadním způsobem zlý čin zpravidla vyděluje jeho pachatele ze společnosti a staví ho do pozice zločince, jenž má být potrestán.
Z hlediska českého trestního zákoníku jsou zločiny podskupinou trestných činů. Zločiny jsou všechny trestné činy, které nejsou podle trestního zákona přečiny; zvlášť závažnými zločiny jsou pak ty úmyslné trestné činy, na něž trestní zákon stanoví trest odnětí svobody s horní hranicí trestní sazby nejméně deset let. Přečiny jsou všechny nedbalostní trestné činy a ty úmyslné trestné činy, na něž trestní zákon stanoví trest odnětí svobody s horní hranicí trestní sazby do pěti let.

## Historie
Podle teorie přirozeného práva je obsah práva a morálky dán přirozeností, nikoli jen lidskou dohodou. K přirozenému právu patří např. právo na život a tělesnou integritu. Základy tohoto pojetí jsou již u Platóna. Původně právní systémy navazovaly na toto přirozené pojetí morálky a práva; pojem zločin se v soudní praxi používal pro činy, které byly trestány.[zdroj⁠?!] Pod vlivem pozitivistického pojetí práva, vytvořeného člověkem, společností, státem, a odluky práva od morálky se pro výrazněji trestané druhy činů v některých zemích začal používat morálně indiferentní pojem trestný čin.
Z českého právního řádu termín „zločin“ vymizel v roce 1950 s nahrazením rakousko-uherského zákona o zločinech a přečinech novým trestním zákonem. Podobně jej neznal ani trestní zákon z roku 1961.
Nový trestní zákoník účinný od 1. ledna 2010 tento pojem obnovil, přičemž se jím označuje kategorie závažnějších trestných činů jako protiklad pojmu přečin (§ 14 odst. 3 TrZ). Zločinem je každý trestný čin, který je spáchán úmyslně a pokud za něj hrozí trest odnětí svobody s horní hranicí trestní sazby pět a více let.